# Upplands runinskrifter Fv1972;271
Runinskrift U Fv1972;271 är en runsten i Klosterparken, kvarteret Torget, Uppsala. Ungefär halva stenen är bortslagen. 

## Stenen
Stenen är av rödaktig granit med svarta inslag. Den del av stenen som återfunnits är 1,20 meter hög och 1,08 meter bred. Stenen påträffades i början av 1970-talet i den södra muren i ruinerna efter Uppsala franciskankonvent där den använts som del av en pelare. Ristningen på stenen fylldes i med rödfärg 1972. Runstenens ursprungliga placering är inte känd.

## Inskriften
Translitterering av runraden:
× skahi × a(u)- × --... ... ...- · risa × stin × aftir × frabiorn ×
Normalisering till runsvenska:
Skagi o[k] ... ... ... ræisa stæin æftiʀ Frøybiorn.
Översättning till nusvenska:
Skage och ... resa stenen efter Fröbjörn.